# Lorenzino de’ Medici
Lorenzo di Pierfrancesco de’ Medici genannt Lorenzino (kleiner Lorenzo) oder Lorenzaccio (böser Lorenzo) (* 23. März 1514 in Florenz; † 26. Februar 1548 in Venedig) aus dem jüngeren Zweig der in Florenz herrschenden Medici war der Sohn von Pierfrancesco de’ Medici und Maria Soderini.

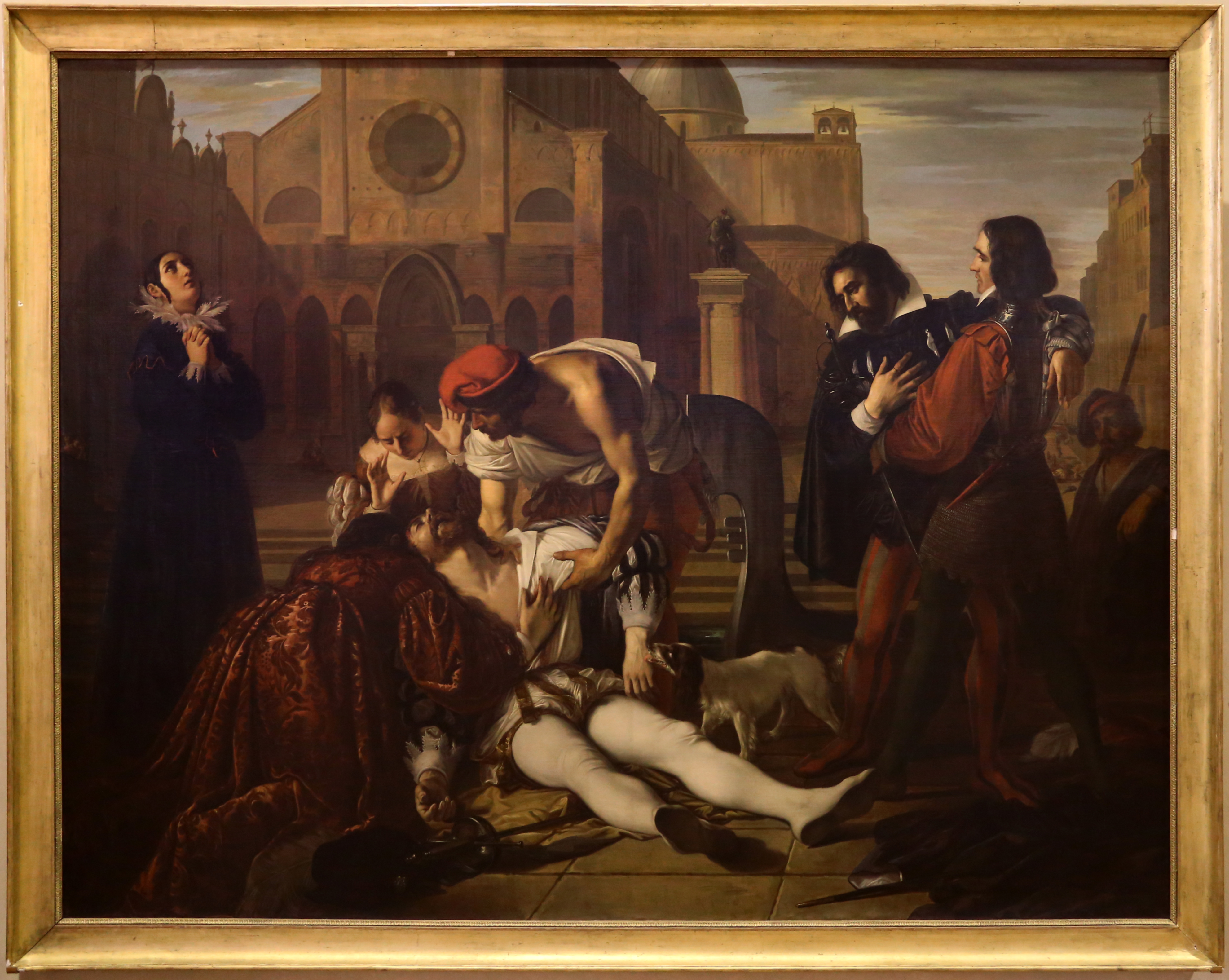
Giuseppe Bezzuoli: Der ermordete Lorenzino de’ Medici in Venedig, 1840, Pistoia, Museo Civico

Er ermordete am 6. Januar 1537 seinen von 1523 bis 1527 und erneut seit 1531 in Florenz regierenden Verwandten Alessandro de’ Medici, was von der republikfreundlichen Partei seiner Heimatstadt als Tyrannenmord gefeiert wurde, auch wenn dieses letzte Aufbäumen republikanischer Gesinnung auch als Reaktion eines in seiner Eitelkeit Gekränkten gesehen werden kann, nachdem Alessandro als seinen Nachfolger nicht seinen nächsten Verwandten in männlicher Linie, Lorenzino, sondern einen entfernteren, nämlich Cosimo de’ Medici, den späteren Großherzog Cosimo I. (1519–1574), vorgesehen hatte.
Lorenzino versuchte den Mord zwei Jahre später (1539) in seiner Schrift Apologia, in der er Gedanken Machiavellis verwandte, rhetorisch glanzvoll zu rechtfertigen.
Es kann davon ausgegangen werden, dass seine Ermordung elf Jahre nach dem Mord an Alessandro von Cosimo I. in Auftrag gegeben wurde.
Der Mord erzeugte ein nachhaltiges Echo in der Kunst:
- Michelangelo schuf um 1540 eine Brutus-Büste aufgrund der Tat;
- Vittorio Alfieri schrieb 1789 ein Epos: L’Etruria vendicata;
- Alfred de Musset schrieb 1834 ein Drama: Lorenzaccio.

## Textausgabe
- Emilio Faccioli (Hrsg.): Lorenzino de' Medici: Aridosia. Einaudi, Torino 1974 (Ausgabe der von Lorenzino verfassten Komödie Aridosia)